# NAM Air
NAM Air – indonezyjska linia lotnicza z siedzibą w Dżakarcie, założona w 2013.

## Flota
Według stanu na maj 2025 flota NAM Air składała się z 11 samolotów o średnim wieku 30,2 lat:
| Samolot        | Samolot | Samolot   | Liczba miejsc | Liczba miejsc | Liczba miejsc | Uwagi |
| Model          | Aktywne | Zamówione | B             | E             | Łącznie       | Uwagi |
| -------------- | ------- | --------- | ------------- | ------------- | ------------- | ----- |
| Boeing 737-500 | 11      | -         | 8             | 112           | 120           |       |
| Łącznie        | 11      | 0         |               |               |               |       |